# Zaraza (demon)
Zaraza, czarny mór, morawica, mór, morowce powietrzne, powietrze, czarna śmierć, pomór, pomorek, przymorek – demon słowiański, który stanowi personifikację najbardziej groźnych, epidemicznych chorób zakaźnych.
Kobiece, ponure widmo, chudego, z rozwichrzonymi włosami, odzianego na biało lub czarno. Czasami zaraza obchodzi wsie w postaci kobiety bladej, chudej, okrytej prześcieradłem. 
W XIX wieku w regionie sandomierskim, gdy zachorował człowiek na tyfus, aby wypłoszyć zarazę z izby – strzelano z fuzji do czterech rogów powały, pod którą leżał chory. W 1888 roku wybuchła epidemia cholery w Machowie. Według jednej z mieszkanek paru mężczyzn, którzy stali na warcie widziało widmo tej choroby, jak przez wieś szła czarna, wysoka pani z roztrzepanymi włosami.
W wyrażeniach do dziś istnieją stwierdzenia związane z postacią zarazy, takie jak: żeby cię zaraza wzięła!, żeby go zaraza wygniotła!, a niech to zaraza!